# Hrsina
 Hrsina  falu Horvátországban, Károlyváros megyében. Közigazgatásilag  Bosiljevóhoz tartozik.

## Fekvése
Károlyvárostól 25 km-re, községközpontjától 2 km-re délnyugatra, az A1-es autópálya mellett fekszik.

## Története
1857-ben 359, 1910-ben 239 lakosa volt. Trianon előtt Modrus-Fiume vármegye Vrbovskói járásához tartozott. 2011-ben 41-en lakták.

## Lakosság
| Lakosság változása | Lakosság változása | Lakosság változása | Lakosság változása | Lakosság változása | Lakosság változása | Lakosság változása | Lakosság változása | Lakosság változása | Lakosság változása | Lakosság változása | Lakosság változása | Lakosság változása | Lakosság változása | Lakosság változása | Lakosság változása |
| ------------------ | ------------------ | ------------------ | ------------------ | ------------------ | ------------------ | ------------------ | ------------------ | ------------------ | ------------------ | ------------------ | ------------------ | ------------------ | ------------------ | ------------------ | ------------------ |
| 1857               | 1869               | 1880               | 1890               | 1900               | 1910               | 1921               | 1931               | 1948               | 1953               | 1961               | 1971               | 1981               | 1991               | 2001               | 2011               |
| 359                | 336                | 359                | 352                | 271                | 239                | 219                | 193                | 187                | 186                | 176                | 166                | 92                 | 107                | 51                 | 41                 |

## Nevezetességei
- A faluban egy kisméretű kastély áll két gazdasági épülettel. A homlokzatán látható tábla szerint 1747-ben épült. A két világháború idején kórházként működött.
- Fából épített régi népi építésű lakóházak és kőből épített pincék.